# 돌체앤가바나
돌체앤가바나(Dolce & Gabbana)는 이탈리아의 고급 산업 의류 회사이다. 이 회사는 이탈리아 디자이너 도메니코 돌체와 스테파노 가바나가 이탈리아의 밀라노에서 시작했다. 2005년까지 그들의 매출액은 5.97억 유로였다.

## 회사 역사

### 초기 역사
도메니코 돌체는 1958년 8월 13일 시실리의Polizzi Generosa에서 태어났다. 스테파노 가바나는 1962년 11월 14일 밀란에서 태어났다. Dolce는 여섯 살의 나이에 처음으로 자신의 옷을 디자인과 재단하기 시작했다. 이 두 사람은 돌체가 가바나가 일하던 의류 회사에 전화해서 취업에 대한 문의를 했을 때 전화상으로 처음 만났다. 회사에 취직이 된 후, 가바나는 돌체를 돌보기 시작했고 새로운 디자인을 스케치하는 법 뿐 아니라 의류 회사에서 디자인 과정이 어떻게 진행되는 지를 가르쳐 주었다. 돌체가 취업이 된 직후, 가바나는 18개월의 의무 군 복무에 징집되었지만, 그가 돌아온 후1982년에 둘은 디자이너 컨설팅 회사를 창립했다.
그들은 함께 일하는 동안, 항상 따로 대금 청구서를 발부하곤 했는데 결국 경리가 일을 더 쉽고 비용 효율적으로 하기 위해 대금 청구서를 함께 발부할 것을 권하게 되었다. 그 이후 둘은 Dolce and Gabbana라는 이름으로 고객들에게 청구서를 발부하기 시작했는데, 이것이 이후 그들이 개발한 디자인 사업의 이름의 되었다. 이 디자인 듀오의 첫 번째 컬렉션은 1985년 10월에 밀란 패션 주간의 일부로 다섯 개의 다른 새 이탈리안 상표와 함께 선보였다. 둘은 모델에게 지불할 돈이 없었기 때문에, 친구들에게 도움을 청했다; 그들을 모델을 치장할 돈도 없었고 그래서 그들의 모델들은 옷을 돋보이게 하기 위해 단순히 그들의 개인적인 아이템을 걸쳤다. 그들은 또한 돌체가 집에서 가져온 침대 시트를 무대 커튼으로 사용했다.
이 디자인 듀오는 그들의 첫 번째 컬렉션에 "실제 여성"이라는 라벨을 붙였는데, 부분적으로는 무대 위에 세운 모델이 아마추어 현지 여인이었기 때문이다. 그들의 첫 번째 켈렉션에서의 판매량은 너무나 실망스러워서 가바나는 두 번째 컬렉션을 위해 주문한 직물을 취소했다. 하지만 이 둘이 크리스마스 동안 시실리를 방문했을 때 돌체의 가족이 그들의 비용을 지불하는 데 도움을 제안했고, 직물 회사는 취소 공지를 시간 내에 받지 못했기 때문에 밀란으로 돌아온 그들을 위해 직물이 준비되어 있었다. 그들은 1986년에 그 다음 컬렉션을 보여주었고 같은 해에 그들의 첫 상점을 열었다. 마이클 그로스는 1992년 인터뷰에서 그들의 세 번째 컬렉션에 대해 썼는데, "이들은 소수의 이탈리아 패션 편집자들에게만 알려진 비밀이었습니다. 그들의 몇 안되는 모델들은 곧 무너져 내릴 것 같은 스크린 뒤에서 옷을 갈아입었습니다. 그들은 자신들의 컬렉션을T-셔츠-면 및 신축성 있는-실크 조각 변신이라고 불렀습니다”라고 말하고 있다. 이 컬렉션에서의 그들의 옷은 한 작품이 옷으로 입을 수 있는 일곱 가지 방법에 대한 설명이 딸려 있었는데, 이는 착용자가 벨크로와 똑딱 단추를 사용해서 옷의 형태를 바꿀 수 있었기 때문이다.
그들의 네 번째 컬렉션이 이탈리아 패션 시장에 중요한 영향을 미친 첫 번째 것이었다. 이 컬렉션에서 돌체는 자신의 시실리안 기원에 의지했다. 컬렉션의 광고 선전은 시실리에 있는 사진작가 페르난도 시아나가 1940년대 이탈리아 영화에 영감을 받아 흑백사진으로 찍었다. 그들은 다섯 번째 컬렉션에서도 계속해서 이탈리아 영화에서 영감을 얻었는데, 영화감독 루치노 비스콘티의 작업과 그의 작품 "표범"을 이용했다.
그들의 네 번째 컬렉션 중 한 작품은 패션 언론이 "시실리안 드레스"라고 이름 붙였는데, 작가 핼 루벤스타인에 의해 당시까지 디자인된 가장 중요한 100개의 옷 중 하나로 명명되었다. 이것이 그 브랜드에 대한 이 시대의 가장 대표적인 작품으로 여겨진다. 루벤스타인은 2012년 이 작품에 대해 "시실리안 드레스는Dolce & Gabbana의 정수, 이 브랜드의 의류에 대한 시금석이다. 이 옷은 슬립에서 힌트를 얻었지만, 이것은 안나 마냐니를 장식했던 슬립이고, 아니타 에크버그, 소피아 로렌 등등을 아름답게 꾸며 주었던 실루엣이다. 끈은 마치 브라 끈처럼 몸에 딱 맞고, 목라인은 가로질러 똑바로 달려가지만 적어도 두번 멈추어 서는데, 한번은 양쪽에서 가슴을 감싸기 위해 그리고 중간에서 부드럽게 푸쉬업 해주는 위로 올려주는 주름과 마주쳤을 때이다. 이 슬립은 그냥 아래로 미끄러져 내리지 않고, 허리에서 사람을 꽉 하지만 너무 타이트하지는 않게 잡아주기 위해 안으로 들어온 후, 힙을 강조하기 위해 넓어지고, 착용자가 걸을 때 힙이 움직이는 것을 확실히 하기 위해 무릎에서 조금 좁아지며 떨어진다."라고 묘사했다.

### 새 라인 및 새 시장
1987년에 듀오는 별도의 니트웨어 라인을 시작했고, 1989년에는 란제리 라인과 비치웨어 라인을 디자인하기 시작했다. 그 이후 1990년에 그들은 그들의 첫 번째 남성 컬렉션을 출시했다. 그 해 그들은 또한 디자인 회사를 그들의 첫 번째 공식 사무실 안으로 옮겼고 그들 본래의 옷 외에 가운 및 다른 고급 작품들을 디자인하기 시작했다. 그들의 1990 봄/여름 여성 컬렉션은 라파엘의 신화 그림을 참조했고, 이 듀오는 크리스탈 장식 옷으로 명성을 쌓기 시작했다. 또한 1991년 가을/겨울 여성 컬렉션도 금 줄 세공을 한 메달과 장식된 코르셋을 포함한 장신구들로 장식되었다. 이후 1992년 가을/겨울 여성 컬렉션은 비록 여전히 크리스탈 장식이 된 바디 슈트를 포함하고 있긴 했지만, 1950년대 영화 산업에서 영감을 받았다.
1991년에 그들의 남성 컬렉션은 그 해의 가장 혁신적인 남성 컬렉션을 위한 울마크 어워드를 수상했다. 국제적 명성으로 가는 그들의 첫 번째 시도로 여겨지는 것은 1990년에 마돈나가 Dolce & Gabbana의 보석으로 만들어진 코르셋과 그것에 동반되는 재킷을 입고 1990 칸 영화제에서 《진실 또는 대담: 마돈나와 함께 침대》에서를 초연했을 때이다. 이후 이 듀오는 1993년에 마돈나와 파트너가 되어 그녀의 1992 앨범 Erotica를 지원하는 걸리 쇼 세계 투어를 위한 의상을 1500벌 이상 디자인했다. 이 의상에 대한 인터뷰에서, 마돈나는 “그들의 옷은 유머감각이 있으면서 섹시해요. 나처럼 말이죠.”라고 말했다. 1994년, 이 회사의 트레이드마크 겹여밈 재킷은 모델 크리스티 털링턴의 이름을 따 “라 털링턴”이라고 명명되었다. 같은 해 이 회사는 젊은이들을 겨냥한 두 번째 메인 라인—D&C를 출시했다. 1996년 D&C 런웨이 쇼는 새로운 매체를 향한 실험적인 움직임으로 패션쇼 무대가 아니라 인터넷에서만 보여졌다. 또한 그 해 Dolce & Gabbana는 영화 “로미오와 줄리엣”을 위한 의상을 디자인했다'.
영화 산업의 관점에서, 돌체와 가바나는 1995년 쥬세페 토르나토레 감독의 영화 “스타메이커”에 엑스트라로 출연했다. 그들은 롭 먀살의 각색 영화 “나인”에 좀 더 중요한 카메오 역할로 출연했다. 그들은 또한 듀란 듀란의 뮤직 비디오 “걸 패닉!”에 스타일리스트로 작업했다.
1990년 대 시장 확장의 관점에서, 1989년 Dolce & Gabbana는 일본에 그들의 첫 번째 부티크를 개업하기로 카시야마 그룹과 계약을 체결했다. 그들은 1992년 "Dolce & Gabbana Parfum”라고 부르는 최초의 여성용 향수를 발매했는데, 향수 아카데미의 올해 최고의 여성 향수 1993 어워드를 수상했다. 그들의 최초의 남성 향수 "Dolce & Gabbana pour Homme"는 동일한 아카데미에서 1995년에 올해의 최고 남성 향수 어워드를 수상했다. 그 해 Dolce & Gabbana의 컬렉션은 영국 및 이탈리아 언론과 논쟁을 야기했는데, 이 때 그들은 작품을 위한 영감으로 미국 갱스터 모티브를 선택했다. Dolce & Gabbana은 이 가을/겨울 1995 영감을 여성 의류에 맞춰 바꾸었는데, 비평가들은 에로틱한 강렬함을 불러일으킨다고 평했다. 이 듀오는 그 모티브를 예전에도 사용했었다. 1992년 사진작가 스티븐 메이셀이 그 회사를 위한 광고 캠페인을 찍었는데 거기에서 모델들이 “갱스터 스타일”로 포즈를 취했다. 이것은 1930년대 스타일의 폭이 넓은 코트와 검은색 가죽 모자를 포함한다.
작가인 니루파마 푼디어는 “Dolce & Gabbana는, 자신들의 초여성적이고 환상적인 스타일로 90년대의 대부분을 지배했던 심각하고 침착한 패션에서 벗어났다”라고 썼다.

### 세계적인 브랜드가 되다

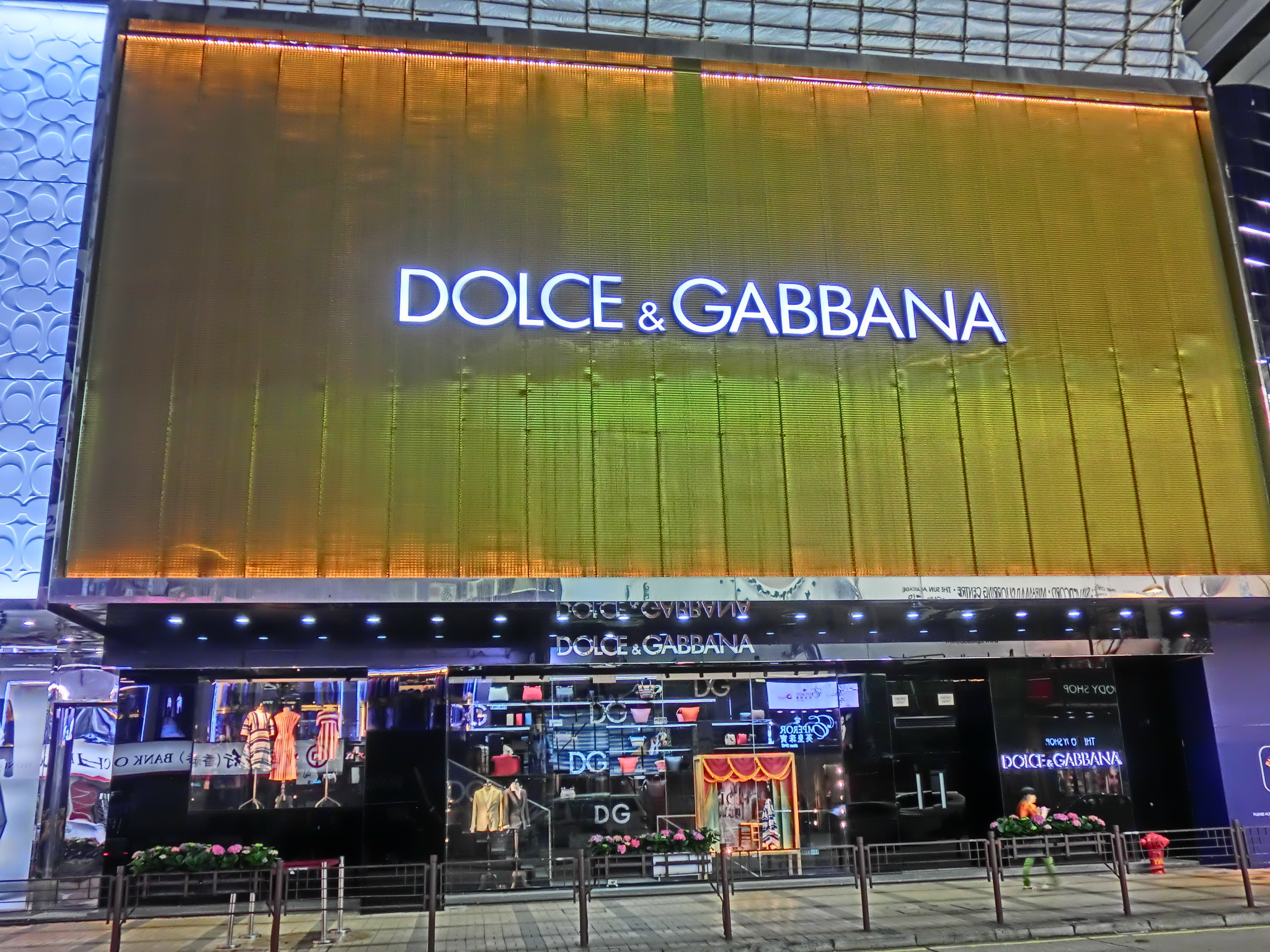
홍콩 침사추이에 있는 돌체앤가바나 매장.

Dolce & Gabbana는 계속해서 마돈나와 작업을 하면서 그녀의 2000 앨범 “뮤직”을 지원하는 “익사한 세계 투어”를 위한 의상을 디자인했다. 그들은 또한 미씨 엘리엇, 비욘세, 그리고 메리 J. 블리제의 세계 투어를 위한 의상도 디자인했다. 1999년 이 듀오는 가수 휘트니 휴스턴을 지원하여 “오프라 윈프리 쇼”에 출연했다. 휘트니 휴스턴은 이 쇼를Dolce & Gabbana 가 자신의 “내 사랑이 당신의 사랑이예요”투어를 위해 디자인한, 패션 및 음악 비평가들이 일반적으로 “음란”하다고 여겼던 의상을 선보이기 위해 사용했다. 이 듀오는 2000년 대에 들어서도 계속 카일리 미노그의 쇼걸 홈커밍 투어를 위한 의상을 포함한 뮤직 아티스트들을 위한 의상을 디자인하고 있었다. 마돈나는 또한 Dolce & Gabbana의 2010 광고 캠페인에도 참가했다.
2000년 대에 Dolce & Gabbana은 축구에서 또한 많은 영감을 얻었다. 2003년 남성 라인은 세계에서 가장 위대한 축구 스타들에게서 주된 영감을 취했다. Dolce & Gabbana는 다른 형태의 예술에 영감을 주기도 했다. 2003년 댄스 뮤직 아티스트 프랭키 넉클스는 그 패션 회사가 패션과 음악 양쪽의 동향을 위한 “훌륭한 지표”라고 말했다. 디자인계에 그들이 미친 영향으로, Dolce & Gabbana의 초기 디자인의 주요 부분이었던 코르셋이 2002년 많은 유럽의 주요 디자이너들에 의해 다가오는 유행으로 재발견되었다. 최근에 들어서 Dolce & Gabbana는, 자신들의 컬렉션이 공개되기 전에 판매하고 패스트 패션 회사들이 자신의 디자인을 카피하는 것을 사전에 방지하기 위해 구매자들을 대상으로 신상품의 개인적인 전시를 열기 시작했다.
2012년 메인 라인을 강화하기 위해 D&G는 Dolce & Gabbana와 합병했다. 마지막의 독립적인 D&G 컬렉션은 2011년 9월에 선보인 봄/여름 2012 컬렉션이었다. 뉴요커는 2005년에 “1990년대에 프라다가 1980년대에 아르마니가 했던 역할을 2000년대에는Dolce & Gabbana가 하기 시작한다 —그들의 감성이 그 세대를 정의하는 gli stilisti”라는 기사를 게재했다. 개인적인 수상으로, 1996년과1997년대에 Dolce & Gabbana는 올해의 디자이너로 FHM이라고 명명되었다. 2003년에는 GQ 매거진이 “올해의 인물들” 중에 Dolce & Gabbana를 지명했다. 이듬해 “엘리”의 독자들은 2004 엘리 스타일 어워드에서Dolce & Gabbana를 최고의 국제 디자이너로 뽑았다. Dolce & Gabbana는 2010년 6월 19일 밀란의 피아조 델라 라 스칼라와 팔라조 마리노에서 브랜드의 20 주년을 기념했다. 또한 다음날 공개 전시회가 열렸는데 여기에는 수십 개의 텔레비전이 되는대로 쌓여서20년의 역사를 되짚어 보며 그 디자인 회사의 지난 컬렉션 중 각각 서로 다른 것을 보여주는 방도 있었다.

## 브랜드 라인

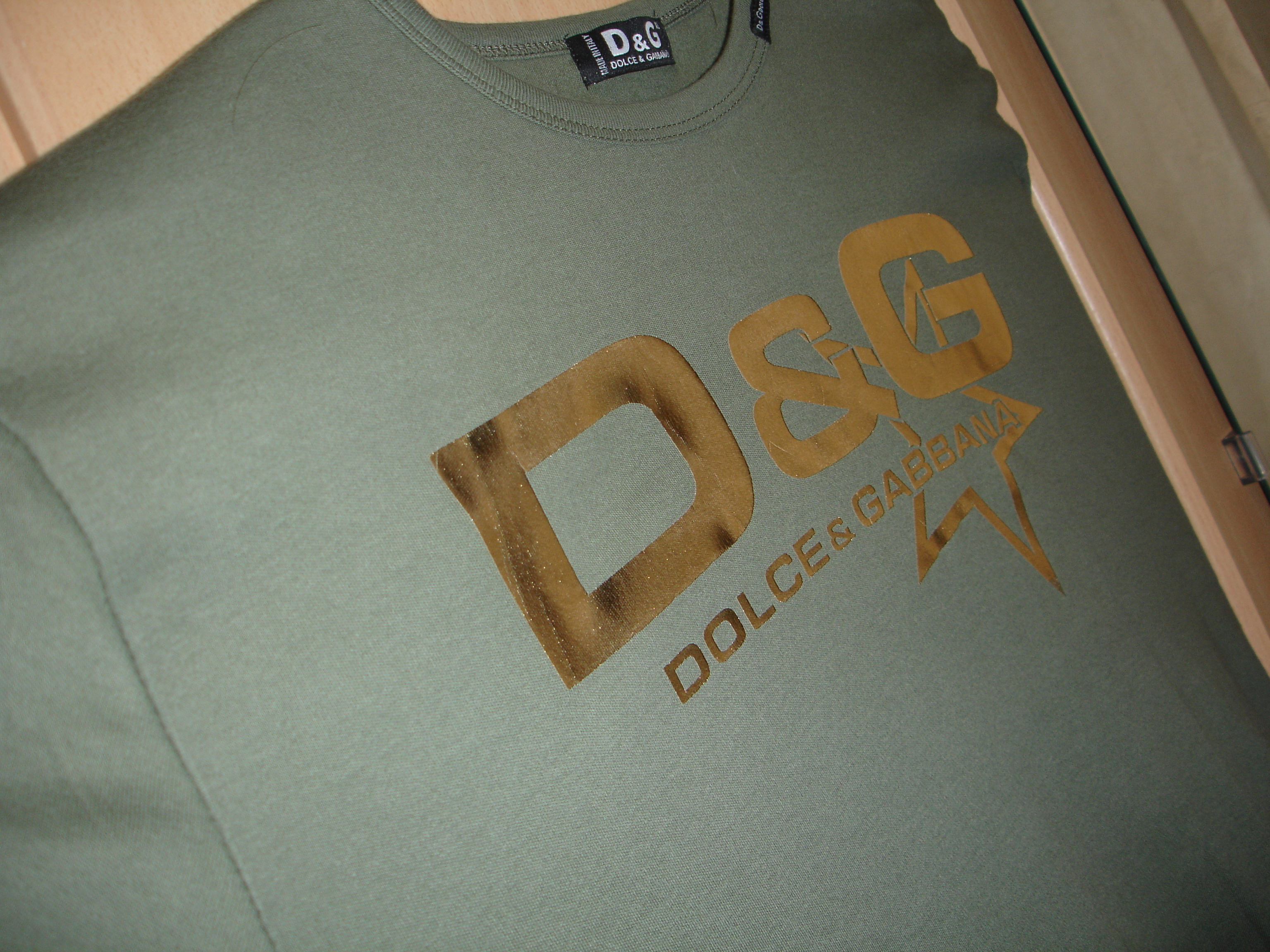
rightDolce & Gabbana는 2012년까지 두개의 주요 라인 (D&G 과 Dolce & Gabbana)이 있었는데, 그 해에 두 라인을 Dolce & Gabbana하로 합병했다.

### Dolce&Gabbana
Dolce&Gabbana는 디자이너의 영향을 더 많이 받는 고급 제품을 전문으로 하고, 시즌의 변화 뿐 아니라 장기간 동향에 반응하여, 격식을 가지며 유행을 타지 않는다.

### D & G
D & G는 도시적인 영감을 따르며, 유행을 따르기 보다는 유행을 창출하는 캐주얼 라인이다. Dolce&Gabbana 보다 더 젊고 화려한 보급형 라인이면서 Dolce&Gabbana와 달리, D&G는 의류 이외에 시계도 판매한다. 최초의 남성 D&G 컬렉션은 1994년 1월에, 최초의 여성D&G 컬렉션은 같은 해 4월에 출시했다. 2012년 이후 이 라인은 Dolce&Gabbana와 통합되었다.

### 기타 라인
Dolce & Gabbana는 신부용 컬렉션도 만들었지만, 이것은1992년과 1998년 사이에만 존재했다. Dolce & Gabbana 홈 컬렉션도 1994년 시작했지만, D&G 매장을 위해서 만든 고유한 작품들을 제외하고는 1999년에 중단되었다. Home Collection--started in 1994--was also discontinued in 1999, with the exception of unique pieces being created for D&G premises. 최초의 여성 비치웨어 컬렉션은 1989년에, 최초의 남성 비치웨어 컬렉션은 연이어 1992년에 개발되었다. D&G는 1998년에는 아이웨어 라인을, 2000년에는 시계 라인을 출시했다. 같은 해 D&G는Dolce & Gabbana의 란제리 컬렉션과는 별도로 남성용과 여성용 속옷 라인을 출시했다. 2001에는 어린이들을 위한 D&G 쥬니어 라인을 출시했다. 2006년에 이 듀오는 여성을 위한 표범 무늬 악세서리의 아나말리에 라인을, 2007년에는 남성들을 위한 악어 여행 가방 라인을 출시했다. 이 회사가 만드는 다른 가방에는 미스 시실시 손가방,과 짚과 가죽으로 제공되는 “돌체”가방이 있다.
2009년에 이들은 스칼렛 존슨을. 그 광포 캠페인의 얼굴로 하는 최초의 색조 화장품 라인을 출시했다. Dolce & Gabbana는 2011년 후반에 보석으로 장식한 묵주, 장식이 달린 팔찌, 목걸이를 포함한 80 개의 작품으로 최고의 고급 보석 라인을 출시했다. Dolce & Gabbana 은 위의 섹션에서 설명한 것처럼 그들의 향수로 여러 상을 수상했다. 현재 나오는 향수에는 "더 원", "스포트", "밝은 파랑", "클래식", "시실리", "장미 한 송이", 그들의 원래 향수인 "Pour Homme"과 "Parfum"이 있다.

### 인터넷
Dolce & Gabbana는 "DG" 로고를 그들의 상징물로 만들었지만, 그것과 어울리는 인터넷 주소인 DG.com을 갖지는 못했다.
사실상, DG.com은 가장 오래된 인터넷 도메인의 하나로 지금은 존재하지 않는 컴퓨터 회사 Digital General이 이미 1986년에 등록했다. DG.com은 2010년 6월, 자신들의 제품을 판매하기 위해 다른 DG로고를 사용하는 미국의 잡화점 체인 Dollar General 이 사들였다.

## 동업자

### 스포츠
Dolce & Gabbana는 2004년 이후부터 AC 밀란을 위한 운동복을 디자인해 오고 있다. Dolce & Gabbana가 디자인한 운동복을 가지는 것 외에, AC 밀란의 선수들은 또한 운동장 밖의 공식 석상에서 팀이배포하는 Dolce & Gabbana복장을 입는다. 이 듀오는 이태리 국가대표 풋볼 팀을 위한 운동장 밖의 복장도 디자인했다. 2010년 Dolce & Gabbana는 첼시 풋볼 클럽과 클럽의 운동 유니폼 운동장 밖 복장을 디자인 및 제공하기로 3년 계약의 맺었다. 계약은 남성 스태프들과 선수들 외에 여성 스태프들을 위한 의류를 만드는 것도 포함되어 있었다. 클럽을 위한 운동장 밖 복장은 가슴 주머니에 사자 문양이 있는 남색 슈트를 포함했다. 디자이너들은 또한 클럽 감독의 라운지와 메인 사무실 리셉션 공간을 다시 설계했다. Dolce & Gabbana are also the named sponsors of the Milano Thunder Italian Boxing Team.

### 제품
2006년 Dolce & Gabbana는 모토롤라와 제휴해서Motorola V3i Dolce & Gabbana 휴대폰을 생산했다. 그 이후 200년에는, 소니 휴대 통신과 제휴해서 기술과 공동 디자인한 작품 위에 24캐럿 금 세공과 디자인 회사의 로고가 새겨진 버전의 Jalou 휴대폰 라인을 만들었다. Dolce & Gabbana는 또한 시트로엥과 제휴해서 C3 Pluriel 자동차를 공동 디자인했다. 2010년에는 마티니와 제휴해서 베르무트의 “황금 판”을 생산했다. 이후 2010년에는 이 디자인 회사는 가수 마돈나와 함께 MDG라고 불리는 공동 디자인한 선글라스 라인을 발매했다.

## 광고 캠페인
Dolce & Gabbana 최초의 여성 향수에 대한 광고는 영화제작자 쥬세페 토르나토레가 제작을, 엔니오 모르꼬네가 음악을 담당하고 여배우 모티카 벨루치가 주연으로 출연하여 만들었는데, 이탈리아에서 수년 동안 방송되었다. 이 30 초짜리 초현실주의 광고는 한 남자가 조수 웅덩이의 돌 마루에 문어를 미끄러지게 하는 것으로 시작한다. 이 남자는 서서 일상적인 일을 하고 있는 다른 여성들을 둘러본다. 한 여성(벨루치)가 다른 두 여성이 들고 있는 하얀 천 뒤에서 50년대 스타일의 수영복으로 갈아입는 것이 보인다. 옷을 갈아 입은 후, 그녀는 자신의 브라를 부채선인장 위로 던지고 바다로 걸어간다. 나중에 그녀가 잘 만들어진 침대 위에 누워있는 것이 보이는데, 그녀를 쳐다 보았던 그 남자가 그녀의 브라를 코에 걸고 창문 밖에 서 있다. 이 광고는 검은색 배경으로Dolce & Gabbana 향수병 이미지로 끝난다. 2003년, Dolce & Gabbana의 향수 시실리는 또한 쥬세페 토르나토레가 제작한 시실리인들의 장례식에 관한 초현실주의 광고로 선전되었다.
향수 “더 원”을 위한 2006년 광고에는 지젤 번천이 주연을 맡았는데, 사이사이에 배치한 카메라맨 무리들의 플래쉬를 받으며 화장 거울 앞에서 화장을 하고 있는 번천을 그 특징으로 한다; 그 다음 그녀는 황금색 드레스, 신발을 걸치고 D&G 선글라스를 얼굴에 쓴다. Dolce & Gabbana와 함께 광고 캠페인에 작업했던 사진 작가와 영화 제작자에는 지암파올로 바비에리, 미쉘 콤트, 파브리지오 페리, 스티븐 클레인, 스티븐 마이젤, 머트 + 마르커스, 장 밥티스트 몬디노, 페르디난도 시아나, 지암파올라 스구라, 마리오 소렌티, 솔브 선즈보, 마리오 테스티노, 쥬세페 토르나토레 및 마리아노 비반코 가 있다. Dolce & Gabbana는 그들의 캠페인으로 독일의 선두적인 광고상인 리드어워드를 두 번 수상했다. 2004년에는 가을/겨울 2003/04 캠페인으로 그리고 2006년에는 가을/겨울 2005/06 캠페인으로 수상했다.

## 영감과 스타일

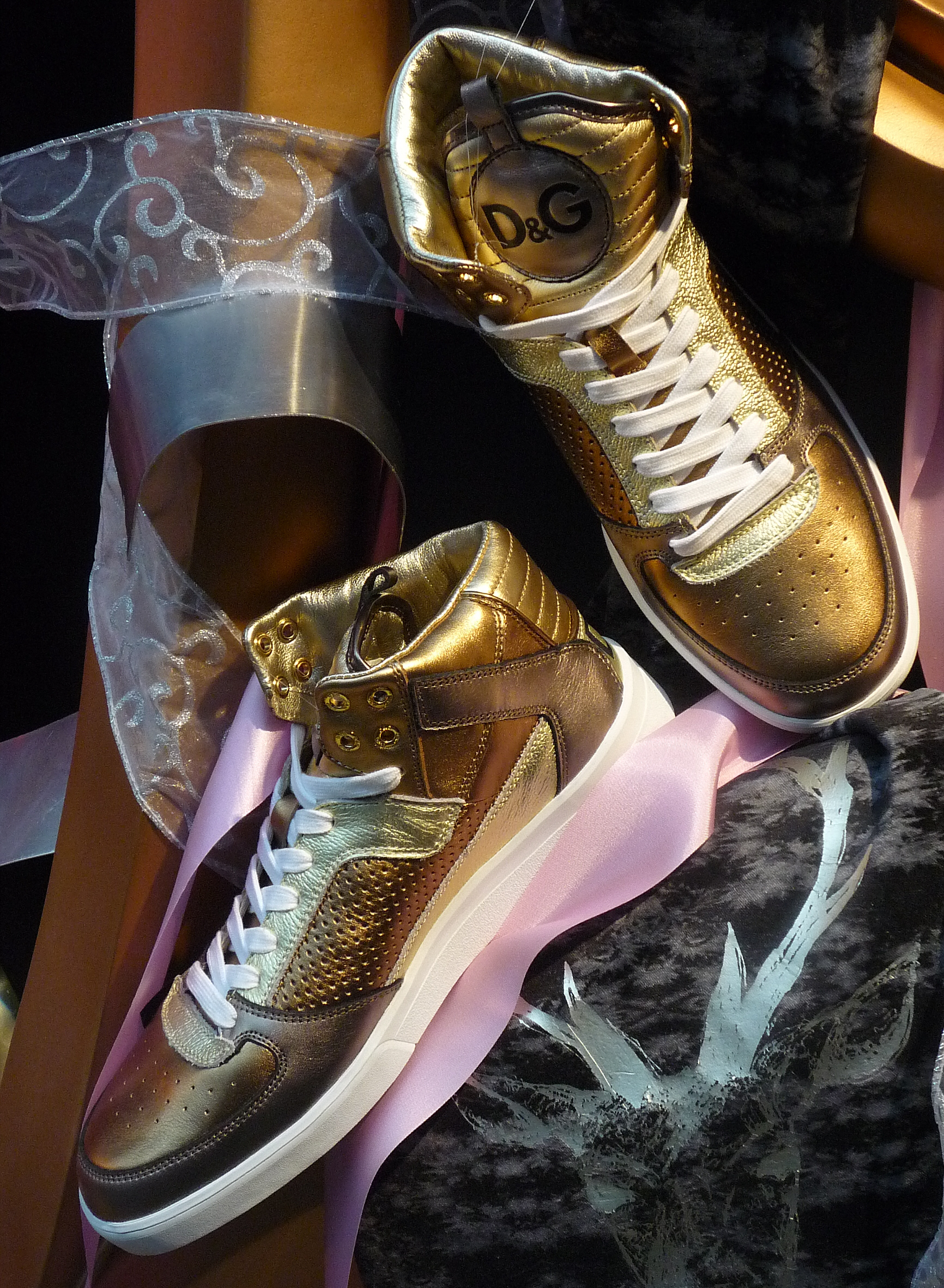
돌체앤가바나 골드 스니커즈 운동화.

원래 다방면의 중고품 가게 보헤미아의 영감을 받은 Dolce & Gabbana의 깊은 색의 동물 프린트는 특별히 유명한 이탈리아의 영화 역사에서 영감을 얻은 “고급 히피 관념”이라고 묘사되었다. "우리가 디자인을 할 때 그건 마치 영화같아요"라고 도메니코 돌체는 말한다. "우리는 이야기를 생각해 내고 그 이야기와 어울리는 의상들을 디자인합니다." 그들은 패션 역사에 자신의 유일한 공헌이 검은 색 브라뿐 이라도 신경 쓰지 않을 것이라고 인정하면서, 유행을 촉발시키는 것보다 최고의, 사람을 가장 돋보이게 하는 옷을 만드는 데 더 관심이 있다고 주장한다. (돌체와 가바나2007).
D & G 등록상표에는 (코르셋과 브라 잠금 방식 같은) 겉옷 같은 속옷, 갱스터 보스 가는 세로줄 무늬 정장 및 사치스럽게 무늬 염색한 코트가 있다. 한편 그들의 여성 컬렉션은1987년 페르디난도 시아나가 찍은 모델 마르페사가 나오는 흑백 광고처럼, 항상 강력한 광고 캠페인으로 백업된다(Dolce & Gabbana). "그들은 모든 검은 드레스, 모든 단추를 다 채운 블라우스에서 빠져 나갈 방법을 찾습니다”라고 로젤리니는 말한다. "내가 착용한 그들의 첫 작품은 흰색 셔츠로 아주 소박한 것이었지만, 내 가슴이 터져 나오는 것처럼 보이도록 잘려져 있었죠."
일단 “이탈리아 패션 계의 길버트와 조지”라는 별명이 붙자, 1996년 돌체와 가바나는 "D&G는 사랑"이라는 말을 테크노 비트에 맞춰 읊조리는 자신들의 싱글을 녹음함으로, 자신들의 패션에 대한 흥미를 음악적인 재능에 부여하기도 했다 (Dolce & Gabbana 2011). 베르사체와 아르마니 같은 다른 이탈리아의 헤비급 패션 회사에 비해 디자인 계의 후발 주자인 이들은 자신들의 경이적인 성공에 운이 많이 작용했다는 것을 인정한다. 1997년까지, 이들의 회사는 4억의 매출을 보고했고, 두 디자이너가 40세의 나이에 은퇴할 계획이라는 발표를 하게 했다. 이 약속은 둘 다 지키지 않았다. (도메니코).

## Dolce & Gabbana의 책
Dolce & Gabbana는 옷을 디자인하는 작업 외에도 자신들의 작품 모음 및 사진 설명을 특징으로 하는 책을 거의 스물 네 권이나 공동 저작했다. 이 중 많은 책의 수익금은 어린이 액션 네크웍과 버터플라이 온러스“école sans frontières” 재단을 포함한 자선 단체에 기부된다. 다음은 그들의 문학 작품 목록이다:
- 10 Anni Dolce & Gabbana (디자인 회사의 첫 십년 동안 가장 중요한 광고 및 편집 이미지 모음[63]
- 황야[64]
- 동물[65]
- 헐리우드 (Features over 100 photographs of the movie stars from the post-1985 era)[66]
- 칼치오 (44명의 축구 선수, 3개의 팀, 2명의 코치들의 사진)[67]
- A.C. 밀란[68]
- 음악 (150명 이상의 전세계적으로 유명한 음악가를 다룬다)[69]
- Dolce & Gabbana 20년 (1000 개 이상의 사진을 연대기적으로 보여 주는 각 회사 컬렉션의 역사)[26]
- 밀란[70]
- 2006 이탈리아 (이탈리아의 2006 월드컵 우승을 축하하는 책)[71]
- 패션 앨범 (Dolce & Gabbana 컬렉션의 위대한 사진작가들에게 경의를 표하는 400개 이상의 이미지를 포함)[72]
- 비밀 의식[73]
- 가족 (인생의 중심으로 가족에 초점을 맞춘 책)[26]
- 선한 목자 (Dolce & Gabbana의 옷을 입고 있는 평범한 목자의 하루를 그린 책)[74]
- 밀라노 비치 축구[26]
- 다이아몬드 & 진주[75]
- 남성을 위한 Dolce & Gabbana 20년[76]
- 아이콘 1990-2010[77]
- 패션 쇼 1990 – 2010[78]
- 이탈리아 국민: 남아프리카 2010 (2010 FIFA 월드컵에 앞선 훈련 기간동안에 이탈리아 축구 국가 대표팀을 주인공으로 한 이미지들)[79]
- 남성[80][81]
- 밀란 패션 축구 선수 사진[82]
- 데이빗 간디 (Follows the life of male model David Gandy for a full year)[83]
- 샘플[84]

## 공간과 전시회
Dolce & Gabbana는 1995년 9월에 아틀리에 La sede di via San Damiano를 개장했다. 이들은 또 2002년 부띠끄와 기업 공간이 결합된 7층 건물 Lo showroom di via Goldoni를 개장하고, 인도주의 광장에 있던 예전의 메인 전시실을 옮겼다. 그 이후 2006년 7월에 Dolce & Gabbana는 5,000 스퀘어 피트의 전시 공간 Lo showroom di via Broggi를 밀라노에 개장했다. 이 디자인 회사는 또한 1940년대에 지어진 역사적인 극장인 밀라노에 있는 Il Metropol 극장을 샀다. 이곳은 개조되어서 2005년 9월에 다시 문을 열었다. Dolce & Gabbana는 2003년 밀라노의 남성용품 전시실에 마티니 바라고 불리는 공동 후원의 음료 시설을 열고 뒤를 이어2006년에 카페, 바, 비스트로와 식당 을 갖춘 시설인 IL GOLD를 개장했다. 이들은 또 다른 마티니 바를 이후 2006년에 상하이 전시실에 열었다. 2009년에 Dolce & Gabbana는 93 개의 부띠끄와 11개의 공장 아울렛을 소유하고, 80여개 이상의 나라에서 판매되었다. In all they have 251 mono-brand stores.
자신들의 컬렉션을 위한 패션쇼와 광고 캠페인을 개발하는 것 외에, Dolce & Gabbana는 자신들의 공간을 사진 및 다른 예술 전시회를 개최하는 데 사용했다. Il Metropol 개장 직후, 이들은 로비 공간에서 2006년 4월과 2007년 4월 사이에는 론 아라드(산업 디자이너)의 전시회 Blo-Glo를 두 번, and Bodyguards in late April 2007. 2007년에는 엔조 셀레리오의 그리고 2008년에는 헤르베르트 리스트의 작품을 담은 사진 전시회를 개최했다. 2011년 Dolce & Gabbana는 스튜디오 Piuarch와 함께 오픈 하우스와 1996 이후의 스튜디오의 다양한 건축 디자인 및 프로젝트를 소개하는 건축 전시회를 개최했다. 스튜디오 Piuarch는 2006년에 Dolce & Gabbana 본사를 지었는데, 이곳이 전시회와 오픈 하우스가 개최된 곳이다.
Dolce & Gabbana는 또한 2011년 그들의 책 “데이빗 간디”의 출간 행사와 같은 도서 출간행사와 자신들 옷의 사진 전시를 위해 그 공간을 사용했다. 그들은 또한 2009년 5월 US보그의 90년 역사에서 선별한 100장 이상의 영상을 위한 사진 전시회를 무대에 올렸던 밀란의 팔라조 델라 레지오네와 같은 다른 공간들도 사용한다. 이 전시회는 “보그의 미의 극치”라고 불렸다.
또한 이 회사는 레냐노와 인치사 인 발다르노에 생산 공장을 갖고 있다.

## 논란

### 광고
Dolce & Gabbana는 칼을 휘두르는 모델을 보여주는 광고 캠페인 때문에 2007년 1월 영국의 광고 감시 광고 표준 위원회 (ASA)에 의해 공개적으로 비난받았다.
2007년 2월 소비자 집단에서의 불만 이후, Dolce & Gabbana는 스페인에서 한 남성이 바닥에 있는 여성의 손목을 잡고 있고 그 모습을 일단의 남성들이 쳐다보는 모습을 담은 광고를 냈다. 스페인의 노동사회부는 그 여성의 몸의 위치가Dolce & Gabbana가 판매하려고 하는 상품과 아무 관련이 없다고 하면서, 그 광고를 불법적이고 여성 비하적이라는 낙인을 찍었다. 이탈리아 간행물들은 전례를 따라 이 광고를 금지했다. 이 광고는 “갱 강간의 찬양”이라고 불렸고 미국의 잡지Debonair는 “패션의 역사 상 가장 논란이 되는 광고 중 하나”라고 공표했다.

### 탈세 혐의
2009년 5월, 이탈리아 정부는 2004년에서 2006년까지의 기간동안 세금 천국인 룩셈부르크에 만 249에 대한 유로의 자산을 이동했다는 이유로Dolce & Gabbana를 탈세 혐의로 기소했다.

### 홍콩 사진 논란

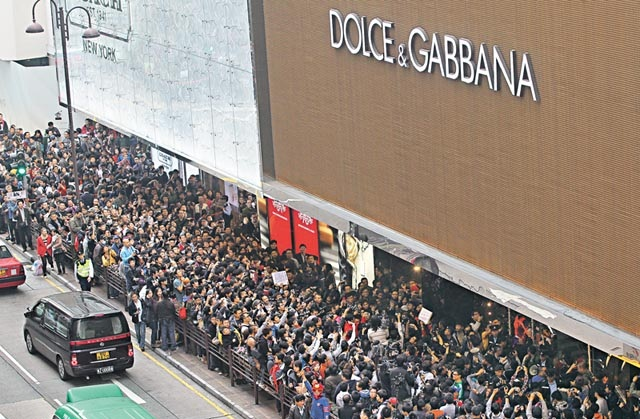
네 거리 중 하나가 일요일 시위 동안 막혀 있다.

2012년 1월 5일, 애플 데일리는 홍콩 시민들이 홍콩에 있는 두 개의 상점에서Dolce & Gabbana 쇼윈도우 상품의 사진을 찍는 것을 금지당했다고 보도함으로, 반본토 정서를 자극했다. 특히캔톤로드에 있는 주력 상점의 직원과 보안 요원은 상점 외부 인도 구역은 사진찍기가 금지된 사유 지역이라고 주장했다. 이러한 행동은 며칠에 걸친 시위를 촉발했고 1월 8일에 국제 뉴스에 보도되었다. 현지 뉴스 보도는 Dolce & Gabbanna 사진 금지는 그곳에서 쇼핑을 하고 가게에 있는 그들의 사진이 돌아 부패 혐의와 자신들의 부의 근원에 대한 조사를 부채질할 것을 두려워한 몇몇 부유한 중국 정부 관료들의 요청에 의해 시행된 것으로 보인다고 추정했다.
Dolce & Gabbana는 마침내 2012년 1월 18일 밀라노의 본사에서 홍콩 시민들에게 공식적인 사과를 발표했다.

## 참고 문헌
- "Dolce & Gabbana." 템스 & 허드슨 패션 및 패션 디자이너 사전. 런던: 템스 & 허드슨, 2007. Credo Reference. Web. 2011년 11월 29일.
- "스테파노 가바나." Marquis Who's Who in the World. New Providence: Marquis Who's Who LLC, 2011. Credo Reference. Web. 2011년 11월 29일.
- "스테파노 가바나." 템스 & 허드슨 패션 및 패션 디자이너 사전. 런던: 템스 & 허드슨, 2007. Credo Reference. 2011년 11월 29일.
- "Domenico Dolce Quotes – Swide Magazine." Dolce&Gabbana의 Swide Magazine. Swide Magazine, 2011년 6월 2일. Web. 2011년 11월 29일.
- "Dolce & Gabbana – Biography on Bio." Bio: Shows, Video, TV Schedule and More on Bio. AETN UK. Web. 2011년 11월 29일.